# Vera Beths
Vera Beths (Haarlem, 1 juni 1946) is een Nederlandse violiste.

## Levensloop
Beths kreeg haar eerste vioollessen van haar vader Gijs Beths (moeder Catharina Alberdina Maria Heilig). Zij studeerde verder bij Herman Krebbers aan het toenmalige Muzieklyceum, later het Sweelinck Conservatorium in Amsterdam. In 1969 won ze de eerste prijs van het Nationaal Vioolconcours Oskar Back. Daarna kreeg ze vioollessen in New York bij Ivan Galamian.
Vera Beths treedt op met Nederlandse symfonieorkesten, waarbij ze een viool bespeelt uit 1727, gebouwd door Stradivarius. Vera Beths speelt graag kamermuziek. Diverse componisten, onder wie Peter Schat, Louis Andriessen, Misha Mengelberg, Geert van Keulen, John Adams en Philip Glass schreven werken voor haar. Met haar echtgenoot, de cellist Anner Bijlsma, en de altviolist Jürgen Kussmaul richtte ze het ensemble Archibudelli op, dat zich specialiseerde in oude muziek.  Ze speelde ook geïmproviseerde muziek met Willem Breuker. Het album Hoe sterk is de eenzame fietser van Boudewijn de Groot uit 1973 bevat een gastbijdrage van Beths op viool (De Reiziger).
Vera Beths geeft les aan het Conservatorium van Amsterdam en het Koninklijk Conservatorium in Den Haag. Onder anderen Heleen Hulst, Colin Jacobsen, Rosanne Philippens, Matthew Truscott en Noa Wildschut behoren tot haar leerlingen.
Vera Beths heeft twee dochters: de actrice Katja Herbers uit haar relatie met hoboïst Werner Herbers en de documentairemaakster Carine Bijlsma, uit haar huwelijk met Anner Bijlsma.